# Aleksandr Lavréntiev
Aleksandr Ivánovich Lavréntiev (en ruso Александр Иванович Лаврентьев), nacido en 1831 y fallecido en 1894, fue un general de infantería ruso.
Entre 1872 y 1892 fue el redactor jefe de la revista Voienni sbornik (Военный сборник) y del periódico Russki invalid (Русский инвалид). Este último se convirtió, bajo su dirección, en un órgano especial para los combatientes. Publicó una gran cantidad de artículos de especialidad bélica.